# Shui
Los shui (chino: 水族; pinyin: Shuǐ zú) son una minoría étnica, una de las 56 oficialmente reconocidas por el gobierno de la República Popular China. Habitan mayoritariamente en las provincias chinas de Guizhou y Guangxi aunque pueden encontrarse grupos minoritarios en Vietnam. Su población en el año 2002 era de unos 430.000 habitantes.

## Idioma
Los shui tienen su propia lengua, el idioma shui, perteneciente a la familia de las lenguas tai-kadai. Existe un sistema simple de escritura para este lenguaje aunque sólo lo conocen los líderes locales y no es utilizado de forma general por los shui.
La mayoría de estos caracteres son pictogramas mientras que otros recuerdan a los ideogramas chinos. Esta forma de representar el idioma shui se utiliza únicamente para cuestiones religiosas. Los shui utilizan el chino para sus actividades diarias.

## Historia
Se cree que los shui son descendientes del antiguo pueblo de los luoyues que habitaron la costa sudeste de China en la época anterior a la dinastía Han. Durante la dinastía Song se empezaron a formar los poblados de forma estable en la zona y se inició el cultivo del arroz.
Durante el reinado de la dinastía Yuan se estableció un sistema de jefes locales con el que se pretendía contentar a las minorías. El nombre de shui, que significa "agua", se adoptó durante la dinastía Ming.

## Cultura
Los poblados shui están organizados alrededor de los clanes familiares. Las casas suelen ser de una planta, aunque también se encuentran algunas de dos pisos. En estas últimas, la segunda planta se utiliza como vivienda familiar mientras que la planta baja sirve de establo y almacén.
Si una mujer shui enviuda, cubre sus cabellos con una tela de color blanco durante tres años. Pasado este tiempo ya puede volver a utilizar el color negro, color habitual entre las mujeres shui. Los shui poseen un calendario propio que se inicia en el noveno mes lunar. 
Los funerales suelen ser ceremonias largas y elaboradas durante las que se realizan sacrificos de animales en honor al difunto. Las bodas tienen también un rito particular y no es costumbre que la nueva esposa viva con su marido hasta pasados seis meses de la ceremonia nupcial.

## Religión
Los shui son politeístas y profesan gran veneración por sus antepasados. En la antigüedad se contrataba a los chamanes para que realizaran oraciones y sacrificios en las casas de aquellos que estaban enfermos o cercanos a la muerte.
A finales del reinado de la dinastía Qing llegaron a la zona habitada por los shui algunos misioneros católicos, básicamente franceses. Sin embargo, tuvieron muy poco éxito entre los shui, que consideraban que abrazar el catolicismo significaba un insulto a sus antepasados.
- Datos: Q857529
- Multimedia: Sui people / Q857529